# Cesare Marie Guerrero

César María Guerrero

Cesare (Cesar) Marie Guerrero (* 26. Januar 1885 in La Ermita, Manila; † 28. März 1961) war ein philippinischer römisch-katholischer Geistlicher und zwischen 1929 und 1937 erster Bischof von Lingayen sowie später von 1949 bis 1957 erster Bischof von San Fernando war.

## Leben
Guerrero wurde am 28. Oktober 1914 zum Priester geweiht und war anschließend mehrere Jahre als Geistlicher tätig.
Nachdem am 19. Mai 1928 durch Papst Pius XI. mit der Apostolischen Konstitution Continuam omnium aus Gebietsabtretungen des Bistums Nueva Segovia und des Erzbistums Manila das Bistum Lingayen errichtet und dem Erzbistum Manila als Suffraganbistum unterstellt wurde, wurde Guerrero am 22. Februar 1929 zum ersten Bischof von Lingayen ernannt. Am 24. Mai 1929 erfolgte seine Bischofsweihe durch den Erzbischof von Manila, Michael J. O’Doherty. Mitkonsekratoren waren Alfredo Verzosa y Florentin, Bischof von Lipa, sowie Santiago Caragnan Sancho, Bischof von Nueva Segovia. Das Amt des Bischofs von Lingayen bekleidete er bis zum 16. Dezember 1937.
Im Anschluss wurde Guerrero Weihbischof im Erzbistum Manila sowie zugleich Titularbischof von Limisa. Am 17. Mai 1938 folgte ihm Mariano Madriaga als Bischof von Lingayen.
Am 14. Mai 1949 wurde er zum ersten Bischof von San Fernando ernannt, nachdem Papst Pius XII. das Bistum mit der Bulle Probe noscitur am 11. Dezember 1948 aus Gebietsabtretungen des Erzbistums Manila, dem es auch als Suffraganbistum unterstellt wurde, gegründet hatte. Er übte dieses Amt fast acht Jahre lang bis zu seiner Emeritierung am 14. März 1957 aus. Daraufhin erfolgte seine Ernennung zum Titularbischof von Thuburbo Minus, während Emilio Cinense y Abera sein Nachfolger als Bischof von San Fernando wurde.
Während seiner Amtszeit als Bischof wirkte Guerrero bei den Bischofsweihen von Luis Del Rosario 1933, José Maria Cuenco 1942, Alfredo Obviar 1944 sowie Alejandro Olalia 1949 als Mitkonsekrator mit.